# István Huszár
István Huszár (* 15. Juli 1927 in Hernádkak, Komitat Zemplén, Königreich Ungarn; † 11. September 2010 in Budapest) war ein ungarischer Politiker der Partei der Ungarischen Werktätigen MDP (Magyar Dolgozók Pártja) sowie schließlich der Ungarischen Sozialistischen Arbeiterpartei MSZMP (Magyar Szocialista Munkáspárt), der unter anderem zwischen 1975 und 1980 Vize-Ministerpräsident, Präsident des Nationalen Planungsamtes sowie der Staatlichen Plankommission war. Auf dem XI. Parteikongress am 22. März 1975 wurde er zum Mitglied des Politbüro des ZK der MSZMP gewählt und gehörte diesem obersten Führungsgremium der Ungarischen Sozialistischen Arbeiterpartei bis zum 27. März 1980 an.

## Leben

### Studium, Parteifunktionär und Direktor des Zentralbüros für Statistik
Huszár, Sohn eines Tagelöhners, absolvierte nach dem Schulbesuch ein Studium an einer Pädagogischen Hochschule, das er 1947 mit einem Diplom abschloss. Anschließend war er von 1948 bis 1949 erst als Bibliothekar und danach als Sekretär beim Nationalen Verband der Volkshochschulen NÉKOSZ (Népi Kollégiumok Országos Szövetsége) tätig. Daneben absolvierte er ein Studium der Fächer Politikwissenschaften und Volkswirtschaftslehre an der Karl-Marx-Universität für Wirtschaftswissenschaften MKKE (Marx Károly Közgazdaságtudományi Egyetem) und schloss dieses 1951 mit einem Diplom ab. Bereits während des Studiums trat er 1948 Partei der Ungarischen Werktätigen MDP (Magyar Dolgozók Pártja) bei und engagierte sich einige Zeit an der Universität als Parteisekretär.
Im Anschluss an sein Studium blieb er an der MKKE und war dort zuerst Praktikant und dann Wissenschaftlicher Assistent in der Abteilung für Statistik, ehe er 1953 Mitarbeiter in der Parteizentrale der MDP sowie der daraus nach dem Volksaufstand hervorgegangenen Ungarischen Sozialistischen Arbeiterpartei MSZMP (Magyar Szocialista Munkáspárt) wurde, und zwar zuerst als Referent sowie seit 1961 als stellvertretender Leiter der ZK-Abteilung für Finanzen und Handel.
Am 7. Dezember 1963 wurde Huszár stellvertretender Direktor des Zentralbüros für Statistik KSH (Központi Statisztikai Hivatal), ehe er im Januar 1969 als Nachfolger von György Péter selbst Direktor des KSH im Range eines Staatssekretärs wurde. Auf dem X. Parteikongress der MSZMP wurde er zum Mitglied des Zentralkomitees (ZK) gewählt.
Danach war er von Juni bis November 1973 als Staatssekretär Vizepräsident des Nationalen Planungsamtes (Országos Tervhivatal), während József Bálint sein Nachfolger als Direktor des KSH wurde. Beim Nationalen Planungsamt wurde er damit engster Mitarbeiter von dessen damaligen Präsidenten György Lázár.

### Vize-Ministerpräsident, Vorsitzender der Staatlichen Planungskommission und Politbüromitglied
Am 2. November 1973 übernahm Huszár das Amt des Vize-Vorsitzenden des Ministerrates und war damit bis zum 27. Juni 1980 Stellvertreter von Ministerpräsident Jenő Fock beziehungsweise von György Lázár, der das Amt des Ministerpräsidenten am 15. Mai 1975 übernahm. Als Nachfolger Lázárs wurde er am 15. Mai 1975 Präsident des Nationalen Planungsamtes und Vorsitzender der Staatlichen Planungskommission und behielt diese Funktionen ebenfalls bis zum 27. Juni 1980. Er war einer der ersten hochrangigen Politiker Ungarns, die frühzeitig vor wachsenden wirtschaftlichen Schwierigkeiten warnten und langfristig ernste Probleme voraussagten.
Auf dem XI. Parteikongress am 22. März 1975 wurde er zum Mitglied des Politbüro des ZK der MSZMP gewählt und gehörte diesem obersten Führungsgremium der Ungarischen Sozialistischen Arbeiterpartei bis zum 27. März 1980 an. Während dieser Zeit war er auch Mitglied des Wirtschaftspolitischen Ausschusses der MSZMP sowie zwischen März 1975 und 1988 Mitglied des ZK-Arbeitskreises für Wirtschaft.
Nach seinem Ausscheiden aus der Regierung wurde er im Juli 1980 Direktor des Sozialwissenschaftlichen Instituts der MSZMP sowie anschließend 1988 Direktor des Instituts für Parteigeschichte der MSZMP. Am 4. Juli 1988 übernahm er zusätzlich die Funktion des Generalsekretärs des Nationalrates der Patriotischen Volksfront HNF (Hazafias Népfront), in dem als Dachverband die Massenorganisationen, sozialen und kulturellen Organisationen der Volksrepublik Ungarn organisiert waren. Diese Funktion bekleidete er bis Oktober 1989.
Gleichzeitig war in jener Zeit von Juni 1980 bis Juli 1988 Mitglied des Ausschusses für Agitation und Propaganda und zugleich zwischen März 1985 und Juli 1988 des Bildungspolitischen Ausschusses sowie zuletzt im Dezember 1988 auch Mitglied des Sozialpolitischen Ausschusses der MSZMP.
Bei den Wahlen vom 8. Juni 1980 erfolgte seine erstmalige Wahl zum Abgeordneten des Parlaments (Országgyűlés). Er vertrat anfangs den 19. Wahlkreis des Komitat Borsod-Abaúj-Zemplén, ehe er bei den Wahlen vom 8. Oktober 1988 auf der Reserveliste der Patriotischen Volksfront HNF wiedergewählt wurde.

## Veröffentlichungen
- A nemzeti jövedelemszámítás kérdései (Budapest, 1966)
- Tudományos-műszaki forradalom - társadalmi struktúra és gazdaság (Budapest, 1969)
- A szocialista gazdasági integráció néhány időszerű elvi és gyakorlati kérdése (Budapest, 1976) ISBN 963-09-0734-8
- Életszínvonal alakulása Magyarországon (1981)
- A párt szövetségi politikájáról (Budapest, 1981)
- 30 év krónikája - 1956-1986 (Budapest, 1986) ISBN 963-09-2881-7